# Remigiusz Siudziński
Remigiusz Siudziński (ur. 15 marca 1974 w Tomaszowie Mazowieckim) – polski kolarz, uczestnik rowerowych ultramaratonów.
W latach 2003–2013 uczestniczył w czterdziestu jednodniowych maratonach na dystansie 30–120 km (w tym pięciu maratonach etapowych MTBtrophy.pl i BikeChallenge.pl). W 2007 przejechał Jura Maraton. W kolejnych latach brał udział w takich wyścigach jak Pętla Drawska (2008, 300 km), Świnoujście Ultramaraton (2009 – 5. miejsce, 402 km) oraz Bałtyk-Bieszczady Tour (2010 – 9. miejsce, 1008 km i 2011 – 3. miejsce, 1008 km). W 2012 jako pierwszy Polak wystąpił w Race Around Austria, wycofał się jednak z powodu zapalenia oskrzeli po przejechaniu 1560 km. Rok później ukończył cały wyścig (2200 km) uzyskując czas 132:45:00.
22 czerwca 2014 jako kolejny Polak ukończył Race Across America (3000 mil) na 12. pozycji w kategorii Solo Male (z czasem 11 dni, 19 godzin i 33 minuty) (nie był pierwszym Polakiem który ukończył ten wyścig, w 2013 roku dokonali tego Jan Lipczyński i Bogusław Kramarczyk)
Na co dzień pracuje jako informatyk.